# Houston Comets 2005
La stagione 2005 delle Houston Comets fu la 9ª nella WNBA per la franchigia.
Le Houston Comets arrivarono terze nella Western Conference con un record di 19-15. Nei play-off vinsero la semifinale di conference con le Seattle Storm (2-1), perdendo poi la finale di conference con le Sacramento Monarchs (2-0).

## Roster
| N° | Naz.                   | Ruolo | Sportivo          | Anno | Alt. | Peso |
| -- | ---------------------- | ----- | ----------------- | ---- | ---- | ---- |
| 2  | Stati Uniti (bandiera) | C     | Michelle Snow     | 1980 | 196  | 76   |
| 5  | Stati Uniti (bandiera) | G     | Roneeka Hodges    | 1982 | 180  | 75   |
| 5  | Stati Uniti (bandiera) | G     | Dawn Staley       | 1970 | 168  | 61   |
| 6  | Stati Uniti (bandiera) | G     | Kiesha Brown      | 1979 | 178  | 66   |
| 8  | Stati Uniti (bandiera) | G     | Edwige Lawson     | 1979 | 168  | 59   |
| 7  | Stati Uniti (bandiera) | A     | Tina Thompson     | 1975 | 188  | 81   |
| 9  | Brasile (bandiera)     | A     | Janeth            | 1969 | 180  | 67   |
| 15 | Stati Uniti (bandiera) | A     | Adrienne Goodson  | 1966 | 183  | 75   |
| 21 | Spagna (bandiera)      | A     | Sancho Lyttle     | 1983 | 193  | 79   |
| 22 | Stati Uniti (bandiera) | A     | Sheryl Swoopes    | 1971 | 183  | 66   |
| 24 | Stati Uniti (bandiera) | AC    | Tari Phillips     | 1969 | 188  | 91   |
| 25 | Stati Uniti (bandiera) | G     | Dominique Canty   | 1977 | 175  | 73   |
| 34 | Stati Uniti (bandiera) | G     | Felicia Ragland   | 1980 | 175  | 61   |
| 52 | Stati Uniti (bandiera) | A     | Kristen Rasmussen | 1978 | 188  | 78   |

## Staff tecnico
- Allenatore: Van Chancellor
- Vice-allenatori: Kevin Cook, Karleen Thompson